# Remanencia magnética

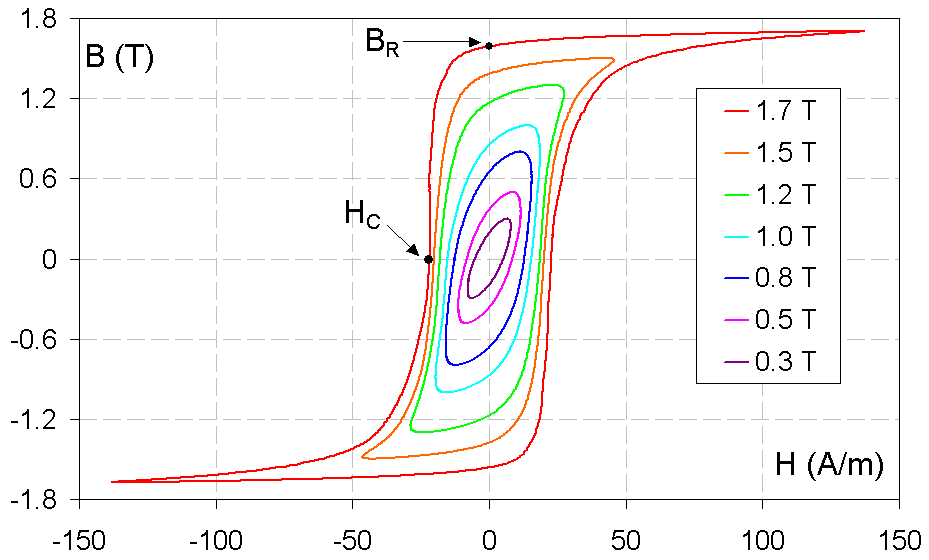
Una familia de bucles B-H medidas con una densidad de flujo modulado sinusoidalmente a 50 Hz con una amplitud variando desde 0,3 T hasta 1,7 T. El material es acero eléctrico con grano orientado. BR denota la magnetización remanente y HC denota la coercividad. El bucle B-H es también conocido como curva de histéresis.

La remanencia magnética o magnetización remanente es la capacidad de un material para retener el magnetismo que le ha sido inducido, es decir, la magnetización que persiste en un imán permanente después de que se retira el campo magnético externo. También es la medida de la magnetización de un material con propiedades magnéticas. Coloquialmente, cuando un imán está "magnetizado", posee remanencia. Es también la memoria magnética de un medio de almacenamiento magnético y la fuente de información sobre el campo magnético de la Tierra en el paleomagnetismo.
El término magnetización residual se utiliza generalmente en aplicaciones de ingeniería. En los transformadores, motores eléctricos y generadores no es deseable una magnetización residual grande (véase también acero eléctrico). En muchas otras aplicaciones, es una contaminación no deseada, por ejemplo, una magnetización remanente en un electroimán después de que se corta la corriente en la bobina. En el caso de que no sea deseada, la remanencia puede ser removida por desmagnetización.
A veces el término capacidad de retención se utiliza para la remanencia medida en unidades de densidad de flujo magnético.

## Tipos de remanencia

### Remanencia de saturación
La definición por defecto de remanencia es la magnetización que permanece en un material, en un campo magnético nulo, después de haberle aplicado un campo magnético grande (lo suficiente para alcanzar la saturación). Un ciclo de histéresis magnética se mide con instrumentos, como un magnetómetro de muestra vibrante, y la intersección con el campo cero es una medida de la remanencia. En física, esta medida se convierte en una magnetización promedio (el momento magnético total dividido por el volumen de la muestra) y se denota en las ecuaciones como {\displaystyle M_{r}} Si hay que diferenciarla de otros tipos de remanencia se le llama remanencia de saturación o remanencia de saturación isotérmica (SIRM) y se denota por {\displaystyle M_{rs}}.
En aplicaciones de ingeniería, la magnetización residual a menudo se mide con un Analizador B-H, que mide la respuesta a un campo magnético AC (como en la Fig. 1). Esto se representa con una densidad de flujo {\displaystyle B_{R}}. Este valor de remanencia es uno de los parámetros más importantes que caracterizan los imanes permanentes, y mide el campo magnético más fuerte que puede producir. Los imanes de neodimio, por ejemplo, tienen una remanencia aproximada de 1,3 teslas.